# NGC 7515
NGC 7515 is een spiraalvormig sterrenstelsel in het sterrenbeeld Pegasus. Het hemelobject werd op 19 oktober 1784 ontdekt door de Duits-Britse astronoom William Herschel.

## Synoniemen
- UGC 12418
- MCG 2-59-8
- ZWG 431.15
- NPM1G +12.0583
- IRAS 23103+1224
- PGC 70699